# Nielsen-Ninomiya-Theorem
Das Nielsen-Ninomiya-Theorem aus der Gittereichtheorie besagt, dass bei einer Diskretisierung einer Feldtheorie mit Fermionen die Anzahl rechts- und linkshändiger Teilchen gleich ist. Voraussetzung sind lediglich einige allgemeine Annahmen über den Hamiltonoperator. Das Theorem ist nach Holger Bech Nielsen und Masao Ninomiya benannt und wurde 1981 aufgestellt.

## Überblick
Versucht man eine einfache Diskretisierung einer Feldtheorie mit Fermionen, indem man in der Wirkung
{\displaystyle S={\overline {\psi }}\,(\gamma ^{\mu }\partial _{\mu }+m)\,\psi }
die Ableitung durch Differentialquotienten ersetzt, so stellt man fest, dass dies zu einer Verdopplung der Teilchen für jede vorhandene Dimension führt. Die Anzahl links- und rechtshändiger Teilchen ist dabei gleich.

## Formulierung
Nielsen und Ninomiya haben gezeigt, dass das Phänomen der Verdoppelung unter sehr allgemeinen Voraussetzungen auftritt: Für jede Quantenzahl existiert eine gleiche Anzahl links- und rechtshändiger Teilchen, falls der Hamiltonoperator translationsinvariant, lokal und hermitesch ist.

## Fermionen auf dem Gitter
Für die Simulation von Fermionen auf dem Gitter gibt es verschiedene Ansätze.
Die Idee von Wilson war, alle „Doppler“ mit einer zusätzlichen Masse zu versehen, die im Kontinuumlimes gegen unendlich geht und so die Doppler zu entkoppeln.
Ein anderer Ansatz wurde von Susskind verfolgt: Hier werden die Doppler als zusätzliche Flavour (Quantenzahl) behandelt. Diese Teilchen werden als Staggered-Fermionen bezeichnet.
Aber auch eine Erzeugung chiraler Fermionen auf dem Gitter – beispielsweise für eine Simulation eines minimalen Standardmodells – ist trotz des Nielsen-Ninomiya-Theorems möglich; hierzu muss lediglich eine Voraussetzungen des Theorems verletzt werden. Eine Variante ist die Brechung der Translationsinvarianz durch Einführung einer zusätzlichen Dimension, wie es bei den Domain-Wall-Fermionen geschieht.